# Louis Frommelt
Louis Frommelt (* 3. Mai 1943; † 28. Februar 2005 in Balzers) war ein liechtensteinischer Sportschütze.

## Karriere
Louis Frommelt trat bei den Olympischen Spielen 1972 in München in der Disziplin 50 Meter Kleinkaliber liegend an. Er belegte den 87. Rang.